# Union der Mitte
Die Union der Mitte (UdM) war eine in München gegründete liberale Initiative und Basisbewegung von Mitgliedern der CDU und CSU. Zusammengeschlossen hat sich der Kreis im Zuge des Streits zwischen CSU und CDU, zugunsten einender Politik zwischen den Unionsparteien.

## Geschichte
Die formlose UdM wurde Ende 2017 vom CSU-Mitglied und damals 28 Jahre alten Stephan Bloch gegründet, nachdem die Facebook-Seite der Initiative bereits kurz nach der Bundestagswahl 2017 erstellt worden war. Während Bundeskanzlerin Angela Merkel die neue Strömung begrüßte und als „Ausdruck von Lebendigkeit“ in den Schwesterparteien wertete, warnte beispielsweise Mike Mohring vor einer Zersplitterung der Union. Die CSU-Parteispitze forderte vergebens die unverzügliche Einstellung aller Aktivitäten. Im August 2018 verständigten sich Präsidium und Vorstand der CDU auf Antrag der dagegen als Verein agierenden Werteunion darauf, neue parteiinterne Gruppierungen wie die Werteunion und die UdM nicht offiziell anzuerkennen, um eine Zersplitterung der Partei zu verhindern und den parteiinternen Zusammenhalt zu stärken. Diese Entscheidung begrüßte die UdM. Anfang April 2018 traf sich die UdM in München erstmals, danach in der Folge auch in Berlin.
Derzeit ist der Status der Gruppe unklar. Die Website ist offline. Einer von Stephan Bloch geplanten Reaktivierung als Verein vor der Bundestagswahl erteilten Karin Prien, Ruprecht Polenz und Roderich Kiesewetter im Mai 2021 eine Absage.

## Politische Forderungen
Im Juni 2019 forderte die UdM eine allgemeine CO2-Abgabe von 60 € pro Tonne, die bis 2030 auf 120 € angehoben werden solle.
Zur Herstellung gleichwertiger Lebensverhältnisse und Förderung des sozialen Zusammenhaltes regte sie einen offenen „Diskurs“ über die Schwarze Null an.

## Bekannte Unterstützer
Namhafte Unterstützer der Union der Mitte sind:
- Michael Blume
- Tobias C. Bringmann[10]
- Josef Göppel
- Peter Hausmann
- Volker Hoff
- Stefan Kaufmann[10]
- Roderich Kiesewetter[10]
- Gerd Krämer
- Martina Liedtke
- Dennis Radtke
- Frank Sarfeld[11]
- Uwe Schummer
- Andreas Storm
- Alwin Theobald
- Kai Whittaker[10]

## Ehemalige Unterstützer
- Marc Biadacz[12]
- Karin Prien[13]
- Ruprecht Polenz[6]